# Gil Montalverne de Sequeira
Gil Montalverne de Sequeira (Óbidos (Pará), 27 de Junho de 1859 — Ponta Delgada, 10 de Novembro de 1931), frequentemente grafado como Gil Mont'Alverne de Sequeira, foi um dos mais influentes paladinos do Primeiro Movimento Autonómico dos Açores, do qual resultou a primeira autonomia dos Açores em 1895. Médico e político, desempenhou diversos cargos, entre os quais o de director das Termas das Furnas, reitor do Liceu de Ponta Delgada, deputado às Cortes e procurador à Junta Geral do Distrito Autónomo de Ponta Delgada. Foi sócio correspondente da Academia Real das Ciências de Lisboa.

## Biografia
Gil Mont'Alverne de Sequeira nasceu em Óbidos do Pará, Império do Brasil, sendo baptizado na respectiva igreja Matriz. Foi filho de Manuel Victor de Sequeira, um açoriano natural da ilha de São Miguel que emigrara para aquele país, e de Joana Elvira Chermont, aristocrata brasileira de origem francesa. A introdução de Mont’Alverne é um pouco ambígua pois se por um lado a origem do nome dever-se-á à relação familiar com frei Agostinho de Mont’Alverne (1629-1725), historiógrafo micaelense e parente da família paterna que viveu no Santuário de La Verna na Toscana, há documentos que apontam para uma possível relação de parentesco com os Tour d’Auvergne.
Viveu até 1874 aos em Óbidos do Pará, altura em que os pais, pessoas abastadas, o enviaram para estudar em Lisboa, onde ficou a viver com parentes. Ao chegar a Lisboa, com 15 anos de idade, mal sabia ler. 
Matriculou-se no Colégio Parisiense, então uma das mais reputadas escolas privadas da capital portuguesa, na qual, logo em 1875, passou com distinção o exame de instrução primária, iniciando de imediatos os estudos preparatórios liceais. Estudou em Lisboa até 1878, ano em que se mudou para casa de parentes que residiam na cidade da Horta, Açores. Foi naquela cidade açoriana que, no ano lectivo de 1878/1879, completou o curso geral dos liceus, quatro anos depois de ter iniciado em Lisboa os estudos liceais. 
Como no Liceu da Horta não era então ministrado o curso complementar dos liceus, ainda no Outono de 1879 partiu para a cidade do Porto onde se inscreveu na Academia Politécnica com o objectivo de fazer os preparatórios que lhe permitissem matricular-se na Escola Naval, já que então tinha por objectivo seguir uma carreira como oficial de marinha.
Apesar de ter permanecido na ilha do Faial apenas durante cerca de um ano, ainda assim foi um ano relevante, já que foi naquela ilha que se iniciou como publicista, fazendo sair na imprensa local (nos periódicos O Balão e O Civilizador) diversos artigos, nos quais já revelava o seu pendor para a política, criticando as opções em matéria de construções portuárias do governo de Fontes Pereira de Melo. Noutro dos seus artigos elogiava a ciência e progresso, deixando adivinhar o seu talento como polemista.
Durante os dois anos lectivos de 1879/1880 e 1880/1881 residiu no Porto, frequentando com sucesso os estudos preparatórios da Academia. Nesse período desenvolveu a sua vocação para o jornalismo e para a literatura, convivendo com alguns dos mais relevantes jovens intelectuais do tempo, assumindo-se como monárquico ainda que crítico da decadência da monarquia constitucional e do rotativismo político em que havia mergulhado o regime constitucional português.
Naquele período fundou, de parceria com o seu colega de estudos José Leite de Vasconcelos, o periódico O Pantheon, uma revista quinzenal de letras e ciências, que se publicou durante um ano, atraindo a colaboração de jovens autores, como Fialho de Almeida, Maximiano Lemos e Silva Teles, e de alguns dos mais prestigiados intelectuais do tempo, entre os quais Gomes de Amorim, Guerra Junqueiro, Antero de Quental, Gervásio Lobato e Teófilo Braga.
Para além da sua actividade n’O Pantheon, Mont’Alverne de Sequeira colaborou em diversos outros periódicos portuenses e no Era Nova, de Lisboa, e A Província do Pará, da sua terra natal.
Terminados os estudos preparatórios, com 22 anos de idade, decidiu não ingressar na Marinha, optando por uma carreira na medicina. Para isso, no Outono de 1881 mudou-se para Lisboa, onde se matriculou na Escola Médico-Curúrgica. Paralelamente aos estudos de medicina estudou Farmácia, não tendo concluído o curso. 
O seu percurso nos estudos médicos foi lento pois, afirmando-se como articulista e literato, manteve colaboração com múltiplos periódicos. Em consequência, levou oito anos para concluir os estudos, terminando-os apenas em Julho de 1888, quando já tinha 30 anos de idade. Ainda assim, fez o curso com louvor, produzindo uma tese, com o título de Hipnose e Sugestão, que causou celeuma nos meios médicos e mereceu duas edições.
Entretanto, em 1885, nascera-lhe o primeiro filho, fruto de uma relação que não levaria ao casamento, mas que o obrigou a encontrar meios para o sustentar.
Terminado o curso, fixou-se em Vila Franca de Xira onde foi contratado como facultativo municipal. Considerando o lugar mal pago, procurou outra solução para a sua carreira profissional, lembrando-se então de inquirir junto dos seus parentes nos Açores se existiam oportunidades profissionais no arquipélago.
Um seu primo, o comerciante Vitoriano José de Sequeira, residente em Ponta Delgada e destacado militante do Partido Progressista local, moveu influências junto da Santa Casa da Misericórdia daquela cidade, a cuja mesa administrativa pertencia, para que fosse colocado a concurso um lugar, já que o seu titular estava doente e era idoso. O mesmo fez junto da Câmara Municipal, conseguindo a promessa de uma nomeação como médico municipal.
O lugar no Hospital da Misericórdia foi posto a concurso em Fevereiro de 1889 e, logo em Abril, Gil Mont'Alverne de Sequeira desembarcava em Ponta Delgada para prestar provas. Ficou em primeiro lugar, sendo de imediato nomeado médico-director de uma das enfermarias daquele estabelecimento de saúde e médico do seu banco. Pouco tempo depois era também nomeado director médico das Termas das Furnas e médico municipal de Ponta Delgada. 
Entretanto, logo que chegou a Ponta Delgada enamorou-se pela filha do seu primo e protector Vitoriano José de Sequeira, de nome Maria Vitoriana de Morais Sequeira, então com 16 anos, com a qual casou três meses depois, a 27 de Junho de 1889.
Ligado à terra pela ascendência paterna e pelo casamento, Gil Mont'Alverne de Sequeira integrou-se rapidamente na vida local, iniciando um percurso social que o levou a gravitar para o campo progressista em que militava o sogro. Sendo o Partido Progressista o paladino do nascente movimento autonómico, a sua experiência como publicista revelou-se uma mais valia para a campanha que se iniciava. Poucos meses depois de se ter instalado em Ponta Delgada já era um frequente articulista na imprensa local, alinhando claramente pelo partido do sogro, e produzindo algumas das peças mais importantes na fundamentação da necessidade de autonomia para os Açores, com destaque para a série de artigos a que deu o título de Questões Açorianas, muitos dos quais ainda de surpreendente actualidade. 
A sua colaboração assídua no Diário dos Açores, Diário de Anúncios e Correio Micaelense, entre outros periódicos, deu-lhe grande notoriedade pública, que consolidou quando deu à estampa os opúsculos sobre o monopólio do álcool, então uma questão central na política açoriana, dada a importância que a produção de álcool a partir da batata-doce assumira na economia das ilhas, e sobre a política de emigração, outro dos problemas chave com que a sociedade açoriana de então se defrontava.
Também manteve diversas polémicas na imprensa micaelense, entre as quais aquele que o opôs, em conjunto com Miguel Bombarda, a Eugénio Pacheco a propósito do projecto da construção do hospital de alienados em Ponta Delgada.
No Verão de 1891, Mont’Alverne de Sequeira, então de serviço como médico nas Termas das Furnas, travou conhecimento com um dos principais líderes do movimento autonómico, o então deputado às Cortes Aristides Moreira da Mota, que ali passava férias. Desta relação nasceu uma duradoura colaboração que em muito contribuiu para o dinamismo, e para o futuro sucesso, do movimento autonomista.
No ano imediato o debate sobre a autonomia dos Açores radicalizou-se, com vozes advogando a independência e uma ligação mais estreita aos Estados Unidos da América. Foi neste ambiente de grande agitação na imprensa e nos meios políticos, particularmente nos micaelenses, que a 31 de Março de 1892 o deputado regenerador Aristides Moreira da Mota apresentou nas Cortes o primeiro projecto de lei estabelecendo as bases para a autonomia açoriana. A iniciativa, vista com desconfiança pela maioria da Câmara dos Deputados, ficou sem efeito, pois três dias depois, a 2 de Abril, o Parlamento foi dissolvido.
Nos Açores, particularmente em Ponta Delgada, a discussão agudizava-se, para o que muito contribuiu a publicação do opúsculo de Mont’Alverne de Sequeira sintomaticamente intitulado De como temos sido burlados. Organizou-se então um movimento autonómico, que inicialmente se pretendia supra-partidário, no qual Mont’Alverne de Sequeira ocupava lugar eminente.
A 19 de Fevereiro de 1893 os autonomistas realizaram um grande comício no Teatro Micaelense, de Ponta Delgada, no qual Mont’Alverne de Sequeira foi um dos oradores. O evento, que mobilizou as forças vivas da sociedade micaelense e teve grande repercussão na imprensa, levou à constituição de uma Comissão Eleitoral Autonomista, presidida por Aristides Moreira da Mota, da qual faziam parte, para além de Mont’Alverne de Sequeira, Caetano de Andrade Albuquerque Bettencourt, Jacinto da Silveira Gago da Câmara, 2.º Conde da Fonte Bela; Pedro Jácome Correia, 1.º Conde Jácome Correia; Duarte de Andrade Albuquerque Bettencourt, Francisco Pereira Lopes de Bettencourt Ataíde, José Maria Raposo do Amaral, Luís Soares de Sousa e Manuel Jacinto da Ponte. Nesta Comissão, Mont'Alverne de Sequeira era uma das vozes mais articuladas e com maior presença na imprensa.
Para dar maior relevo aos trabalhos da Comissão, em Março de 1893 fundou, com Aristides Moreira da Mota, o periódico A Autonomia dos Açores, dedicado à propaganda autonómica e a combater a partidarização do tema que poderia ocorrer na imprensa local, então dominada por órgãos oficiosos dos dois partidos do rotativismo português. 
Quando o movimento autonómico parecia estar próximo da vitória, com a apresentação na Câmara dos Deputados, a 13 de Julho de 1893, de novo e mais ousado projecto de lei, desta feita pelo deputado Dinis Moreira da Mota, o Parlamento foi novamente dissolvido sem que a discussão da proposta fosse sequer agendada.
A Comissão Autonómica decidiu então apresentar candidatos próprios às eleições gerais convocadas para 14 de Abril de 1894, para o que obteve o apoio do Partido Progressista. Com isto o estatuto supra-partidário do movimento quebrou-se, já que o Partido Regenerador, tradicionalmente maioritário nas ilhas, resolveu apresentar candidatos próprios, dissociando-se das actividades da Comissão.
Realizadas as eleições, os autonomistas obtiveram uma retumbante vitória no círculo eleitoral de Ponta Delgada, elegendo pela maioria Gil Mont'Alverne de Sequeira (o mais votado, com 9 466 votos), Francisco Pereira Lopes de Bettencourt Ataíde e Duarte de Andrade Albuquerque Bettencourt. Eleitos os deputados, o movimento organizou debates e trabalhos preparatórios, preparando para aquela que se adivinhava uma renhida luta parlamentar.
Quando finalmente foram convocadas as Cortes, para o mês de Outubro, Mont'Alverne de Sequeira deparou-se com um obstáculo inesperado: a Comissão de Verificação de Poderes da Câmara dos Deputados, de maioria regeneradora, deu parecer negativo à sua eleição, alegando dúvidas quanto à sua cidadania, já que o ter nascido no Brasil faria dele cidadão brasileiro, excluindo assim o direito eleitoral passivo, reservado a portugueses. Foi necessário a Gil Mont'Alverne de Sequeira demonstrar a sua ascendência paterna e que nunca tinha sido recenseado como brasileiro, sendo finalmente considerado eleito. Este processo fez com que apenas tivesse prestado juramento na Câmara dos Deputados a 5 de Novembro de 1894, perdendo um mês de actividade parlamentar. Ainda assim, logo nesse mês fez perante a Câmara uma notável intervenção em defesa dos princípios autonomistas.
Reflexo da instabilidade política crónica que se vivia em Portugal, a presença autonomista no Parlamento foi curta, pois logo a 28 de Novembro, quando ainda o grupo autonomista se preparava para apresentar o seu projecto, o Parlamento foi encerrado, passando o governo regenerador, presidido pelo açoriano Ernesto Rodolfo Hintze Ribeiro, mas onde já pontificava João Franco, a governar em ditadura.
Apesar do curto período decorrido, Mont’Alverne de Sequeira conseguira mobilizar vontades e reatar antigas amizades dos seus tempos de estudante no Porto e em Lisboa. O projecto de lei que seria para apresentar no Parlamento acabou por ser convertido numa proposta de decreto, discutida em reuniões com o presidente do Governo e finalmente aprovado e submetido à assinatura do rei D. Carlos. Foi assim que um governo regenerador, presidido por um açoriano, fez publicar em ditadura um decreto de inspiração claramente progressista, ultrapassando um impasse parlamentar que ameaçava radicalizar a situação nos Açores, onde já se falava abertamente em independência.
O decreto, assinado a 2 de Março de 1895 e publicado no dia 4 daquele mês, foi de imediato festejado como uma grande vitória dos autonomistas da ilha de São Miguel e em particular de Mont’Alverne de Sequeira. Conhecido depois como o Decreto de 2 de Março de 1895, este diploma estabeleceu as bases para a primeira autonomia dos Açores (e depois da Madeira), perdurando, embora com alterações, até ao advento do Estado Novo.
Promulgado o decreto que fixava as bases da autonomia, era agora necessário promover a sua aplicação. O diploma era genérico, exigindo regulamentação para que pudesse operar, e fazia depender a sua aplicação em qualquer dos distritos da manifestação expressa dessa vontade, em requerimento ao Governo subscrito pela maioria dos eleitores distritais. O processo de aplicação do Decreto foi longo, fazendo, desvanecido o entusiasmo inicial, suspeitar que o Governo não pretendia realmente a autonomia prometida. Quando já se preparavam manifestações e Mont’Alverne de Sequeira já redigira uma dura carta a João Franco, que pretendia publicar na imprensa local, a 30 de Julho de 1896 o rei finalmente promulgou o decreto que criava o Distrito Autónomo de Ponta Delgada, com efeitos a 1 de Julho anterior, data de início do ano fiscal.
A entrada em aplicação do regime autonómico nas ilhas de ilha de São Miguel e Santa Maria, a que se seguiria em 1898 a aplicação no Distrito de Angra do Heroísmo (no Distrito da Horta nunca chegou a vigorar), levou à acalmia da situação política e à desmobilização dos autonomistas. A paisagem política modificou-se profundamente, com o grupo que fizera parte da Comissão Autonómica a ser quase totalmente absorvido pelo Partido Progressista, formando um partido local, designado por Partido Progressista Autonomista, liderado por José Maria Raposo do Amaral, autónomo do seu congénere de Lisboa, mas ainda assim alinhado com as suas posições, em particular com a liderança de José Luciano de Castro. Os regeneradores, anteriormente a maioria, perderam prestígio e influência e ficaram arredados dos principais cargos locais, perdendo consecutivas eleições.
Neste novo contexto político, Mont’Alverne de Sequeira desligou-se da actividade partidária, dedicando-se à medicina e à vida familiar, embora mantendo presença na imprensa com artigos políticos e literários e uma intensa actividade de bastidores, influenciando, por vezes decisivamente, a escolha de candidatos às eleições parlamentares. 
Reflexo da nova orientação que imprimiu à sua carreira foi a publicação em 1898 de um estudo de carácter científico, intitulado Os Alienados dos Açores, obra que lhe abriria as portas da Academia Real das Ciências de Lisboa, da qual foi eleito sócio correspondente em 1901. Também se dedicou à clínica, ganhando larga clientela, e foi professor do Liceu de Ponta Delgada, do qual foi nomeado reitor em 1904.
O único cargo político que exerceu neste período foi o de procurador à Junta Geral do Distrito Autónomo de Ponta Delgada (1901-1904), para o qual foi eleito pelo concelho de Vila do Porto, numa lista apoiada pelo Partido Progressista Autonómico.
Apesar do aparente afastamento da política partidária, a sua influência política foi particularmente sentida aquando da eleição como deputado regenerador (1897-1904) pelo círculo de Ponta Delgada de Alfredo Vieira Coelho Peixoto Pinto de Vilas-Boas, 1.º Conde de Paçô-Vieira, antigo governador civil do distrito, com o qual Gil Mont’Alverne de Sequeira manteve intensa correspondência, assumindo-se como o seu principal interlocutor no distrito e determinando em boa parte da sua intervenção política. 
Neste período é também patente na correspondência de Gil Mont’Alverne de Sequeira a vontade de encontrar um lugar em Lisboa, cidade onde se pretendia fixar. Na sua correspondência com Poças Falcão, Paçô-Vieira e João Franco estão registados os seus pedidos de um lugar de relevo em Lisboa. Mas, depois de ter estado indigitado para diversos cargos na administração da Saúde, todas as nomeações são frustradas. Foi nesse contexto, e percebendo que um lugar em Lisboa dependia de uma presença parlamentar, que aceitou candidatar-se na lista progressista a deputado por Ponta Delgada para a legislatura de 1905-1906.
Como principal candidato, Mont’Alverne de Sequeira foi determinante na escolha de Francisco Xavier da Silva Teles, seu antigo colega no Porto, e de Alfredo Pereira, o terceiro deputado na lista. A intensa correspondência entre Mont’Alverne de Sequeira e Silva Teles demonstra que Mont’Alverne de Sequeira agia então como mentor político daquele deputado, determinando em muito a sua acção política.
Depois de uma previsível vitória eleitoral, foi eleito novamente para as Cortes, nas quais tomou assento logo no dia de abertura, a 3 de Abril de 1905. Contudo, as querelas internas dos partidos rapidamente dominaram os trabalhos, com destaque para os problemas no seio do Partido Progressista, então no poder. A 10 de Maio, José Luciano de Castro, o presidente do ministério, resolve demitir do cargo de Ministro da Justiça uma das figuras cimeiras do partido, José Maria de Alpoim, o qual não aceita a exclusão e dá início a um movimento de cisão partidária a que dá o nome de Dissidência Progressista. Apesar do pretexto público ser a questão do monopólio do comércio do tabaco, as raízes da contenda eram profundas, com uma forte componente de rivalidade pessoal.
Tornando-se claro que o governo progressista não sobreviveria sem apoio parlamentar, logo a 12 de Maio, pouco mais de um mês após o início da legislatura, a Câmara era encerrada e os trabalhos suspensos indefinidamente. Sendo claro que nada havia a fazer em Lisboa, Mont'Alverne de Sequeira regressa a Ponta Delgada no navio da carreira de Junho. Apesar de instado a tomar partido pela Dissidência Progressista, na qual militavam Silva Teles e alguns dos seus correligionários mais próximos, nunca se compromete abertamente, optando antes por um progressivo afastamento.
Quando os trabalhos parlamentares foram retomados, em Agosto de 1895, opta por não regressar ao Parlamento, limitando-se a enviar conselhos e opiniões a Silva Teles. Em Dezembro decide renunciar ao cargo, mas não concretiza a intenção depois de muito instado a não o fazer por Raposo do Amaral, o líder do Partido Progressista Autonomista e principal financiador do movimento autonomista. Apesar de assentir em não renunciar, não regressou ao Parlamento, deixando que a representação do círculo entregue a Silva Teles.
Quando a crise do Partido Progressista se estende a Ponta Delgada, e o Partido Progressista Autonomista se fragmenta no apoio às diversas correntes que se digladiavam em Lisboa, demite-se do lugar de vogal da Comissão Executiva do Partido, remetendo-se a simples militante de base. A desilusão final chegou quando os progressistas apoiam, a partir de Maio de 1906, o governo de João Franco, seu antigo adversário político. Em resultado, abandona totalmente a actividade política e dedica-se apenas à clínica e à vida familiar, até porque, por esta altura, lhe nasce mais um filho.
A partir de 1910, a implantação da República Portuguesa e a dissolução dos velhos partidos monárquicos aprofunda o afastamento de Mont'Alverne de Sequeira da vida política. Nem mesmo os convites que lhe foram dirigidos pelo seu colega Brito Camacho para que ingressasse na União Republicana o demoveram da sua vontade de se manter longe da actividade partidária, o que era reforçado pelas suas crenças monárquicas. Em 1915, durante a ditadura de Pimenta de Castro, voltou a recusar o convite para integrar uma lista candidata ao Parlamento, desta feita de cariz monárquico, organizada por Moreira de Almeida, o director d'O Dia. 
Nesta última fase da sua vida, as intervenções políticas foram poucas e limitadas a apoios pontuais a candidaturas de carácter autonomista. Foi o caso do apoio dado em Outubro de 1917 à criação de um partido açoriano autonomista, que se gorou, e depois, em 1918, a ajuda dada à eleição dos candidatos regionalistas monárquicos António Hintze Ribeiro, Jacinto de Andrade e Duarte de Andrade.
A sua intervenção na imprensa foi-se reduzindo progressivamente e sendo canalizada para questões na área da Saúde. Em 1927 aposentou-se do cargo de médico municipal e em 1929, com 70 anos de idade, deixou as funções de Sub-Inspector de Saúde de Ponta Delgada, remetendo-se definitivamente à vida privada, não sem que antes, nesse mesmo ano, tivesse tomado partido pela Ditadura Nacional, em entrevista publicada no Correio dos Açores. As razões do seu apoio à ditadura militar saída do Golpe de 28 de Maio de 1926 deviam-se à promessa feita pelos militares, e parcialmente concretizada pelo Decreto n.º 15 035, de 16 de Fevereiro de 1928, de devolver aos Açores a autonomia que tinham parcialmente perdido.
Faleceu em Ponta Delgada a 10 de Novembro de 1931, rodeado de grande prestígio, tendo o seu passamento sido assinalado por toda a imprensa açoriana e em Portugal Continental.
Gil Mont'Alverne de Sequeira foi homenageado com a emissão de um selo postal com a sua efígie aquando da celebração do centenário do autonomia dos Açores, posto em circulação a 2 de Março de 1995. Também a cidade de Ponta Delgada o homenageou na sua toponímia, dedicando-lhe uma das principais artérias da zona histórica do burgo.